# 2:a världsjamboreen
2:a världsjamboreen anordnades i Ermelunden i Danmark den 9-17 augusti 1924. Jamboreen öppnades officiellt den 10 augusti av konteramiral Carl Carstensen. De 4 549 scouterna kom från 34 länder. Efter jamboreen anordnades en vecka med home hospitality där deltagarna bodde hemma hos danska familjer.
Fjorton länder deltog och genomförde Världsscoutmästerskapen, en prövning i Scoutcraft och uthållighet. Tävlingen pågick under hela veckan och inrymde bl.a. hygien, disciplin, lägereldssånger, simmining och hantverk. Boy Scouts of America vann tävlingen, Storbritannien slutade tvåa och Ungern kom på tredje plats.
Till skillnad från 1:a världsjamboreen i Olympia Hall ville de danska scouterna att samtliga deltagare skulle tälta. Det var första gången ett så stort läger planerats. Scouterna organiserades i kårer och patruller, en modell som sedan dess använts.